# Fiama Hasse Pais Brandão
Fiama Hasse Pais Brandão (Lisboa, 15 de agosto de 1938 — Lisboa, 19 de janeiro de 2007) foi uma premiada escritora, poetisa, dramaturga, ensaísta e tradutora portuguesa.

## Biografia
Fiama Hasse Pais Brandão nasceu no dia 15 de agosto de 1938, numa pequena quinta em Carcavelos, Cascais, filha de Gustavo Wilson Perey Brandão e Carmen Pereira de Vasconcelos Hasse Brandão e era neta do escritor Raul Brandão.
A sua infância  foi passada entre uma quinta em Carcavelos e o St. Julian's School. Foi estudante de Filologia Germânica na Faculdade de Letras da Universidade de Lisboa, tendo sido um dos fundadores do Grupo de Teatro de Letras. Foi casada com Gastão Cruz. 
Estreou-se como autora com Em Cada Pedra Um Voo Imóvel (1957), obra que lhe valeu o Prémio Adolfo Casais Monteiro. Ganha notoriedade no meio literário com a revista/movimento Poesia 61, em que publica o texto «Morfismos». É considerada como uma das mais importantes escritoras do movimento que revolucionou a poesia nos anos 60.
A sua actividade no teatro iniciou-se com um estágio, em 1964, no Teatro Experimental do Porto e com a frequência de um seminário de teatro de Adolfo Gutkin na Fundação Calouste Gulbenkian, em 1970. Em 1974, fez parte do grupo fundador do Grupo Teatro Hoje, sendo a sua primeira encenadora com Mariana Pineda, de Federico García Lorca.  É autora de várias peças de teatro, entre elas A Campanha, O Golpe de Estado e Auto da Família que foram censuradas pela PIDE. 
Traduziu obras de língua alemã, de língua inglesa e de língua francesa, de John Updike, Bertolt Brecht, Antonin Artaud, Novalis e Anton Tchekov, entre outros. 
Colaborou em publicações como Seara Nova, Cadernos do Meio-Dia, Brotéria, Vértice, Plano, Colóquio-Letras, Hífen, Relâmpago, A Phala e Quadrante  (revista da Faculdade de Direito de Lisboa, iniciada em 1958). 

## Prémios e reconhecimento
Ao longo da sua carreira recebeu vários prémios, entre eles: 
Em 1961 recebeu o Prémio Revelação de Teatro, pela obra Os Chapéus de Chuva. 
Foi premiada em 1996 com o Grande Prémio de Poesia da Associação Portuguesa de Escritores. O seu livro Cenas Vivas foi distinguido em 2001 com o prémio literário do P.E.N. Clube Português.

## Principais obras
Entre as suas principais obras encontram-se: 
- 1961 – «Morfismos», in Poesia 61
- 1967 – Barcas Novas
- 1970 – (Este) Rosto
- 1974 – Novas Visões do Passado
- 1976 – Homenagem à literatura
- 1978 – Área Branca
- 1978 – Melómana
- 1985 – Âmago I/Nova Arte
- 1986 – F de Fiama (antologia)
- 1989 – Três Rostos
- 1974 – O Texto de João Zorro (Obra poética)
- 1991 – Obra Breve (Obra poética)
- 1995 – Cântico maior
- 1996 – Epístolas e Memorandos
- 2005 – Noites de Inês-Constança